# Allan Miller
Allan Miller (14 febbraio 1929) è un attore statunitense.

## Biografia
Prestò servizio nell'esercito americano dopo la seconda guerra mondiale durante l'Occupazione del Giappone. Dopo aver visto un annuncio su Stars and Stripes che cercava artisti, iniziò a esibirsi in spettacoli per intrattenere le truppe.
Nel 1948 frequentò il seminario drammatico di Erwin Piscator presso la The New School di New York. Successivamente ha studiato recitazione con Uta Hagen e con Lee Strasberg all'Actors Studio. Nel 1958, sotto il patrocinio di Strasberg, iniziò a insegnare al Dramatic Workshop. Nel 1960 iniziò ad insegnare privatamente; uno dei suoi studenti era un'adolescente Barbra Streisand. Negli anni settanta ha insegnato alla Yale Drama School.
È conosciuto soprattutto per le sue apparizioni in televisione, tra cui Kojak, Agenzia Rockford, Le strade di San Francisco, Hawaii Squadra Cinque Zero, Wonder Woman, Dallas e The Paper Chase. La sua carriera cinematografica vede ruoli in Baby Blue Marine, Panico nello stadio, Non rubare... se non è strettamente necessario, Star Trek III - Alla ricerca di Spock e Chi più spende... più guadagna!. È stato il direttore di produzione del Back Alley Theatre, che ha creato e gestito con sua moglie, Laura Zucker, dal 1979 al 1989. È stato anche uno dei principali querelanti in una causa storica tra la Actors' Equity Association e la piccola società con sede a Los Angeles.
Ha scritto l'opera teatrale The Fox, basata sul racconto di D.H. Lawrence, prodotta a Los Angeles, Off-Broadway al Roundabout Theatre di New York City, e trasmessa in tutto il mondo.

## Vita privata
È stato sposato con l'attrice Anita Cooper. Nel 1976 si risposò con Laura Zucker.

## Filmografia parziale

### Cinema
- Panico nello stadio (Two-Minute Warning), regia di Larry Peerce (1976)
- Non rubare... se non è strettamente necessario (Fun with Dick and Jane), regia di Ted Kotcheff (1977)
- MacArthur il generale ribelle (MacArthur), regia di Joseph Sargent (1977)
- Il campione (The Champ), regia di Franco Zeffirelli (1979)
- Cruising, regia di William Friedkin (1980)
- Star Trek III - Alla ricerca di Spock (Star Trek III: The Search for Spock), regia di Leonard Nimoy (1984)
- Chi più spende... più guadagna! (Brewster's Millions), regia di Walter Hill (1985)
- Warlock, regia di Steve Miner (1989)
- Bad Words, regia di Jason Bateman (2013)

### Televisione
- Una vita da vivere (One Life to Live) – serie TV, 7 episodi (1968-1972)
- La lunga notte di Entebbe (Victory at Entebbe), regia di Marvin J. Chomsky – film TV (1976)
- Hawaii Squadra Cinque Zero (Hawaii Five-O) – serie TV, un episodio (1977)
- La signora in giallo (Murder, She Wrote) – serie TV, 5 episodi (1985-1995)
- Blacke's Magic – serie TV, un episodio (1986)

## Doppiatori italiani
Nelle versioni in italiano delle opere in cui ha recitato, Allan Miller è stato doppiato da:
- Dante Biagioni in Nero Wolfe (1ª voce), Top Secret
- Luciano De Ambrosis in MacArthur il generale ribelle, Mad Men
- Sandro Iovino in Starsky & Hutch (ep. 2x15, 4x11)
- Gianni Marzocchi in Starsky & Hutch (ep. 3x14)
- Pietro Biondi in Cruising
- Adolfo Lastretti in Nero Wolfe (2ª voce)
- Claudio De Davide in La signora in giallo (ep. 1x16)
- Guido De Salvi in La signora in giallo (ep. 2x13)
- Pieraldo Ferrante in La signora in giallo (ep. 12x08)
- Ambrogio Colombo in Law & Order - I due volti della giustizia (ep. 5x18)
- Sandro Sardone in Ghost Whisperer - Presenze
- Giovanni Petrucci in Bad Words